# Bournemouth Aviation Museum
Das Bournemouth Aviation Museum (deutsch Luftfahrtmuseum Bournemouth) ist ein Museum in Hurn, einem Ortsteil der Stadt Christchurch in der englischen Grafschaft Dorset. Das Gelände liegt direkt gegenüber dem Flughafen Bournemouth.
Es beherbergt eine Reihe von historischen Flugzeugen und Triebwerken, Cockpits, eine Drohne, einen Helikopter und einen Doppelstockbus.

## Exponate
- de Havilland DH.100 Vampire
- North American T-6
- Gloster Meteor
- Hawker Hunter
- Percival Provost
- SEPECAT Jaguar
- Radioplane BTT
- Westland Wessex

Von folgenden Flugzeugen sind nur die Cockpits ausgestellt:
- Avro Vulcan
- English Electric Canberra
- English Electric Lightning
- Vickers Vanguard
- Vickers Viscount

Folgende Triebwerke sind ausgestellt:
- Bristol-Siddeley Orpheus
- Daimler-Benz DB 601
- Junkers Jumo 211
- Rolls-Royce Avon
- Rolls-Royce Griffon
- Rolls-Royce Nene
- Rolls-Royce Viper

### Galerie

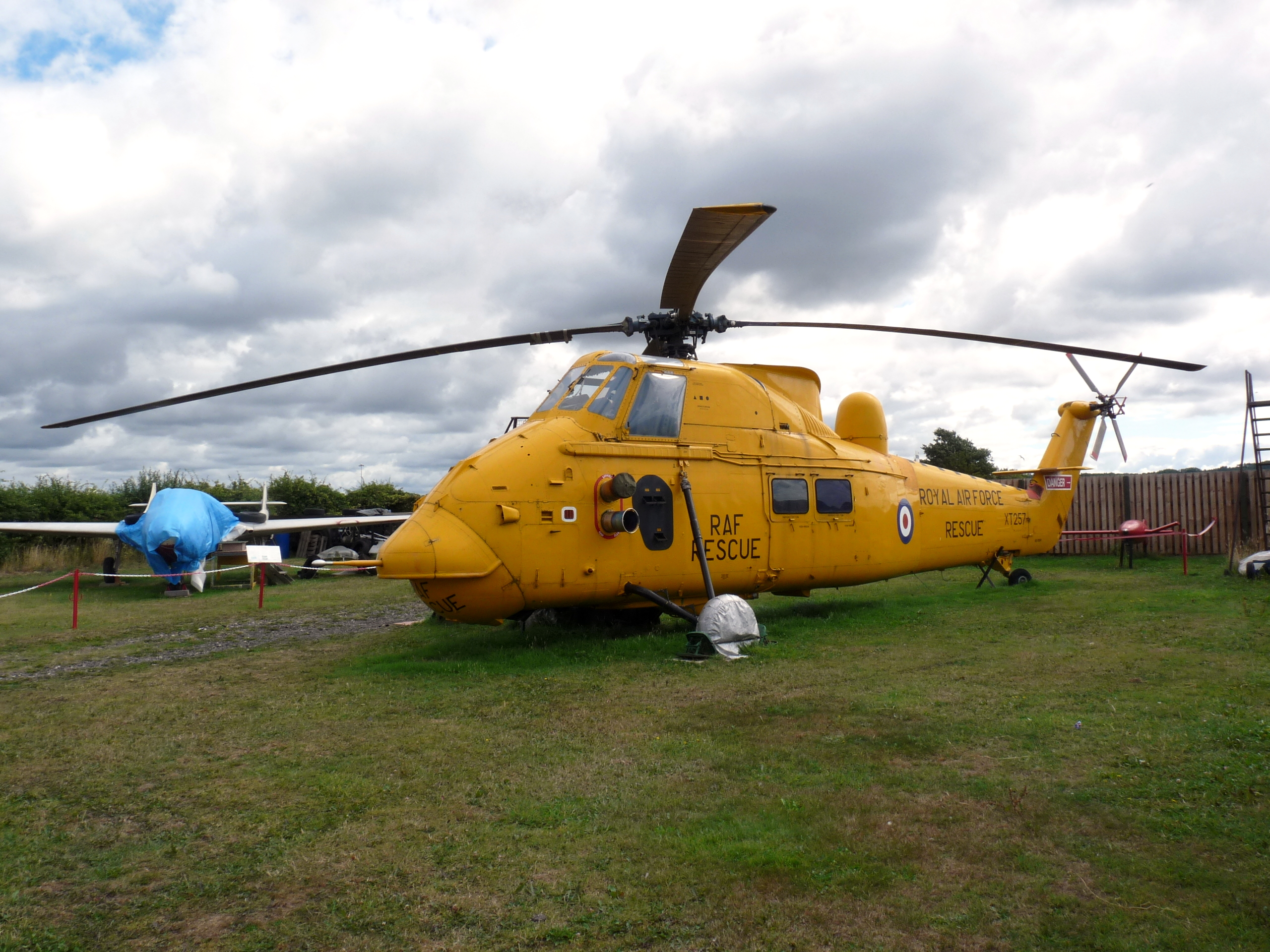
Westland Wessex
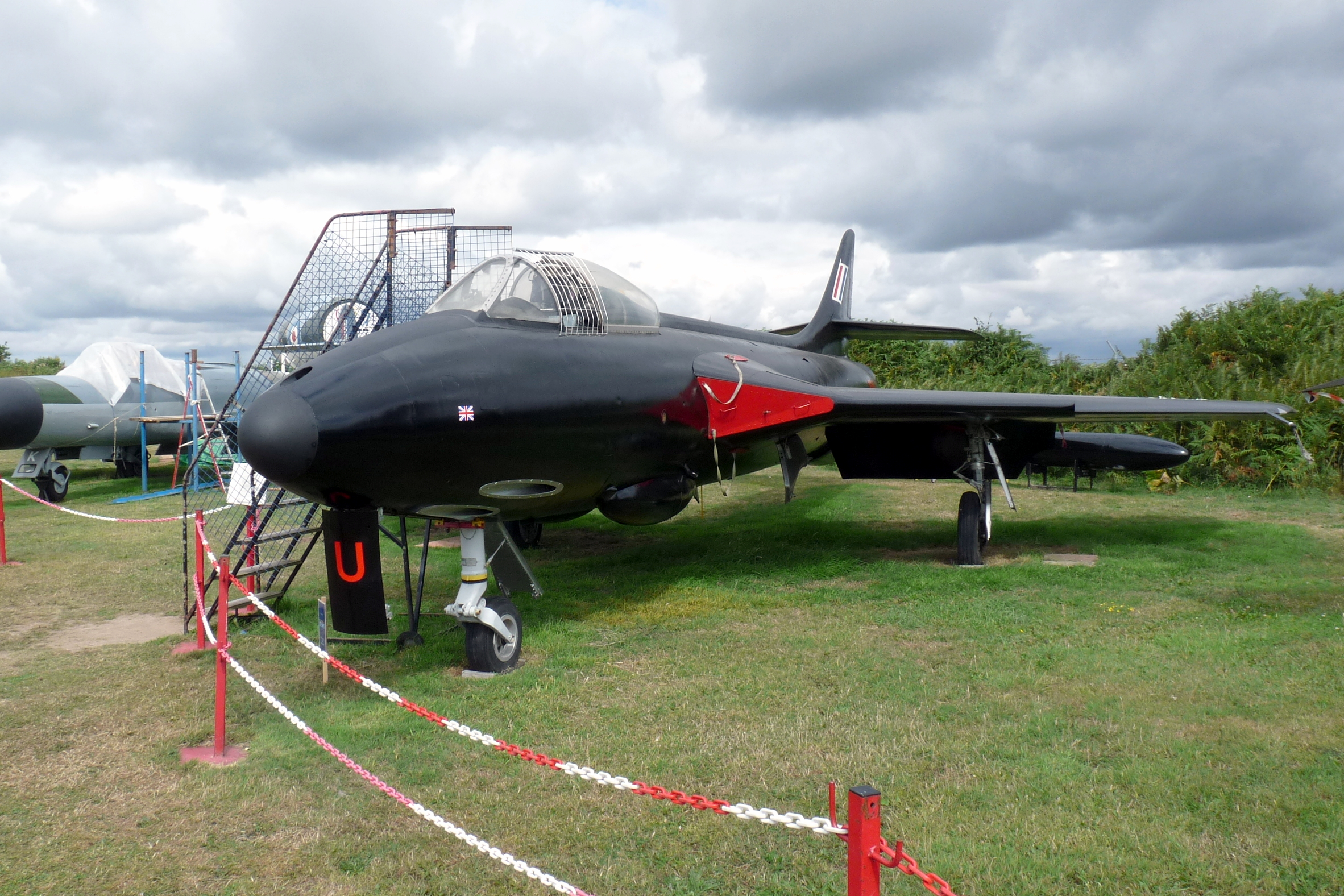
Hawker Hunter
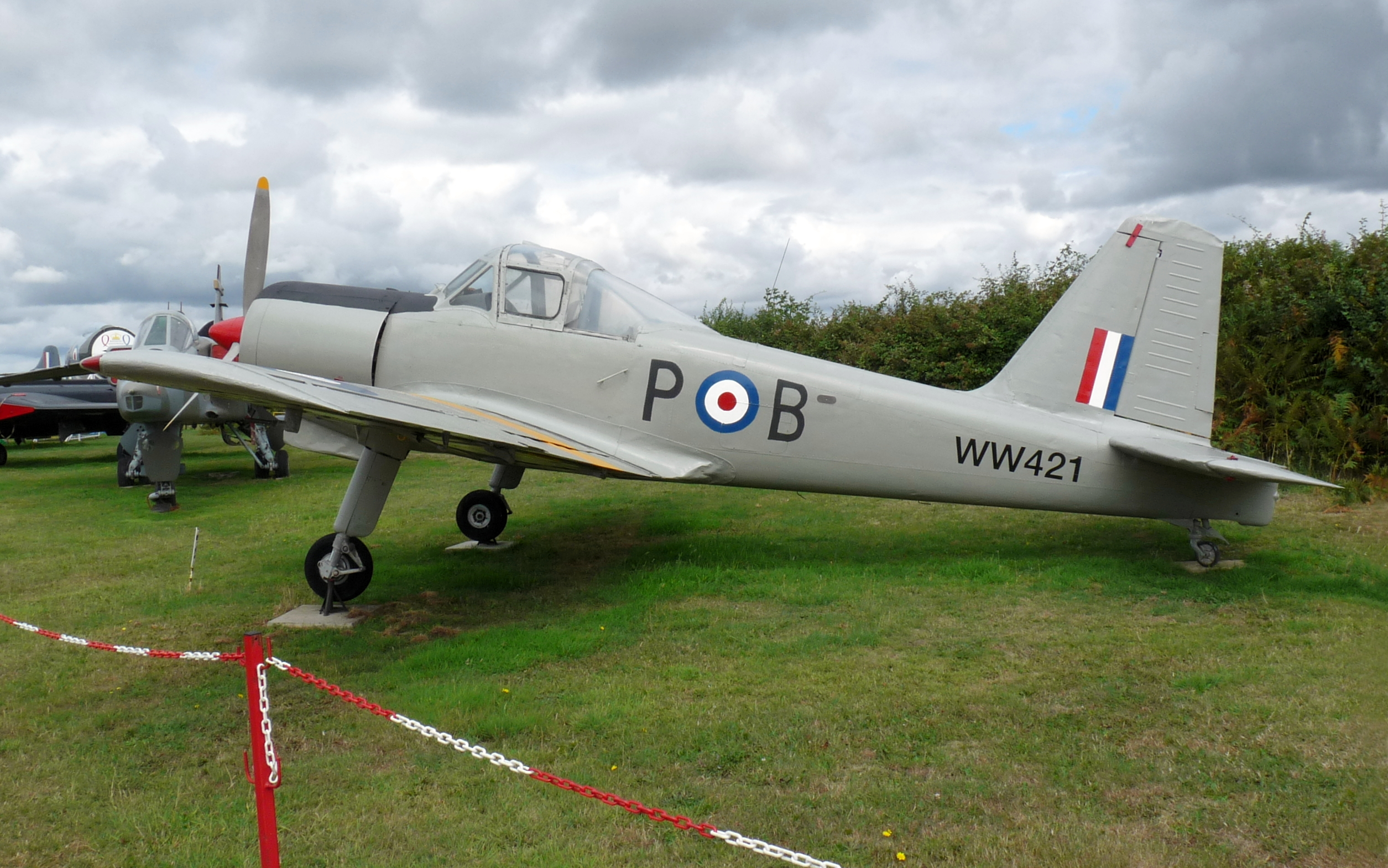
Percival Provost
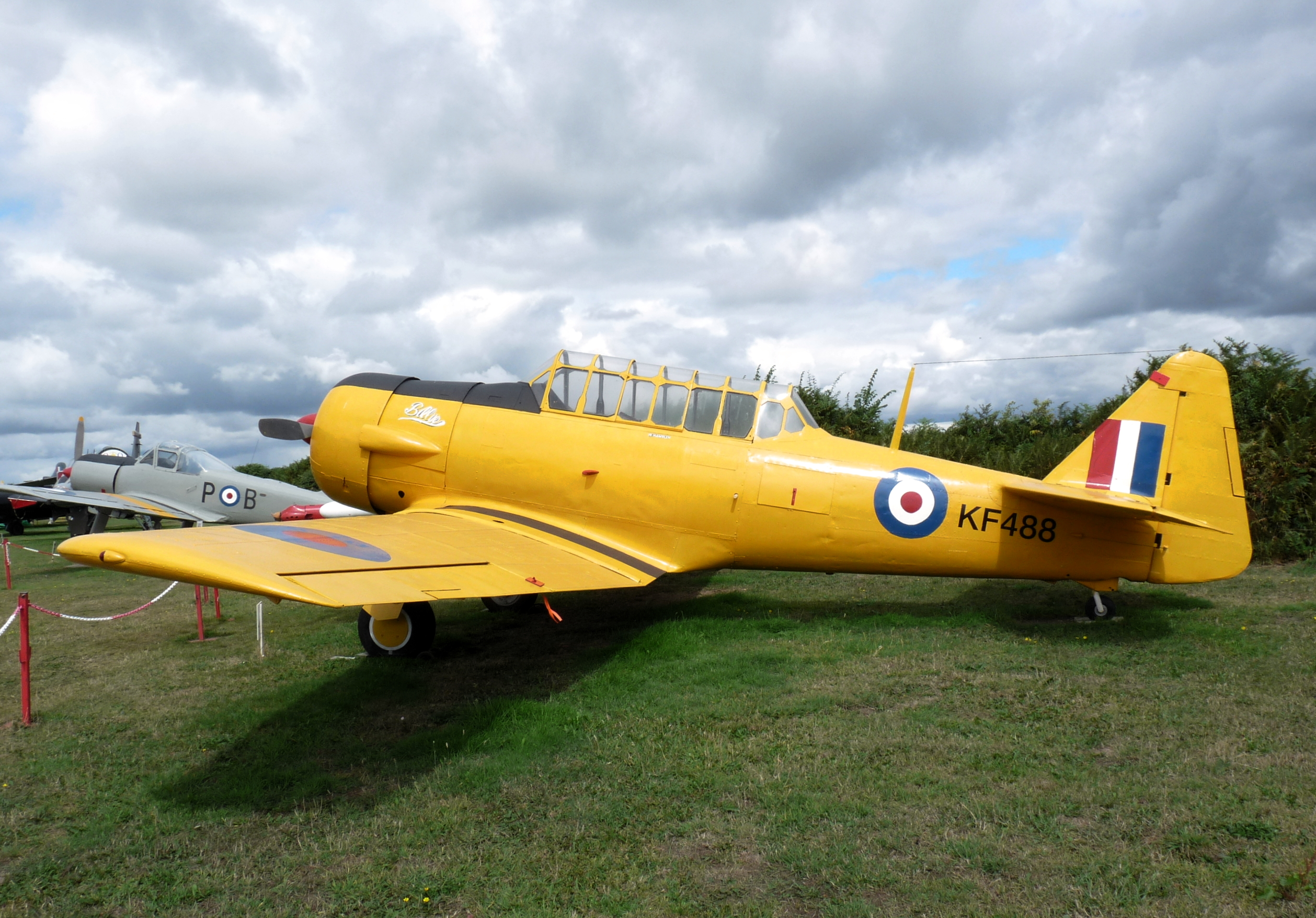
North American T-6
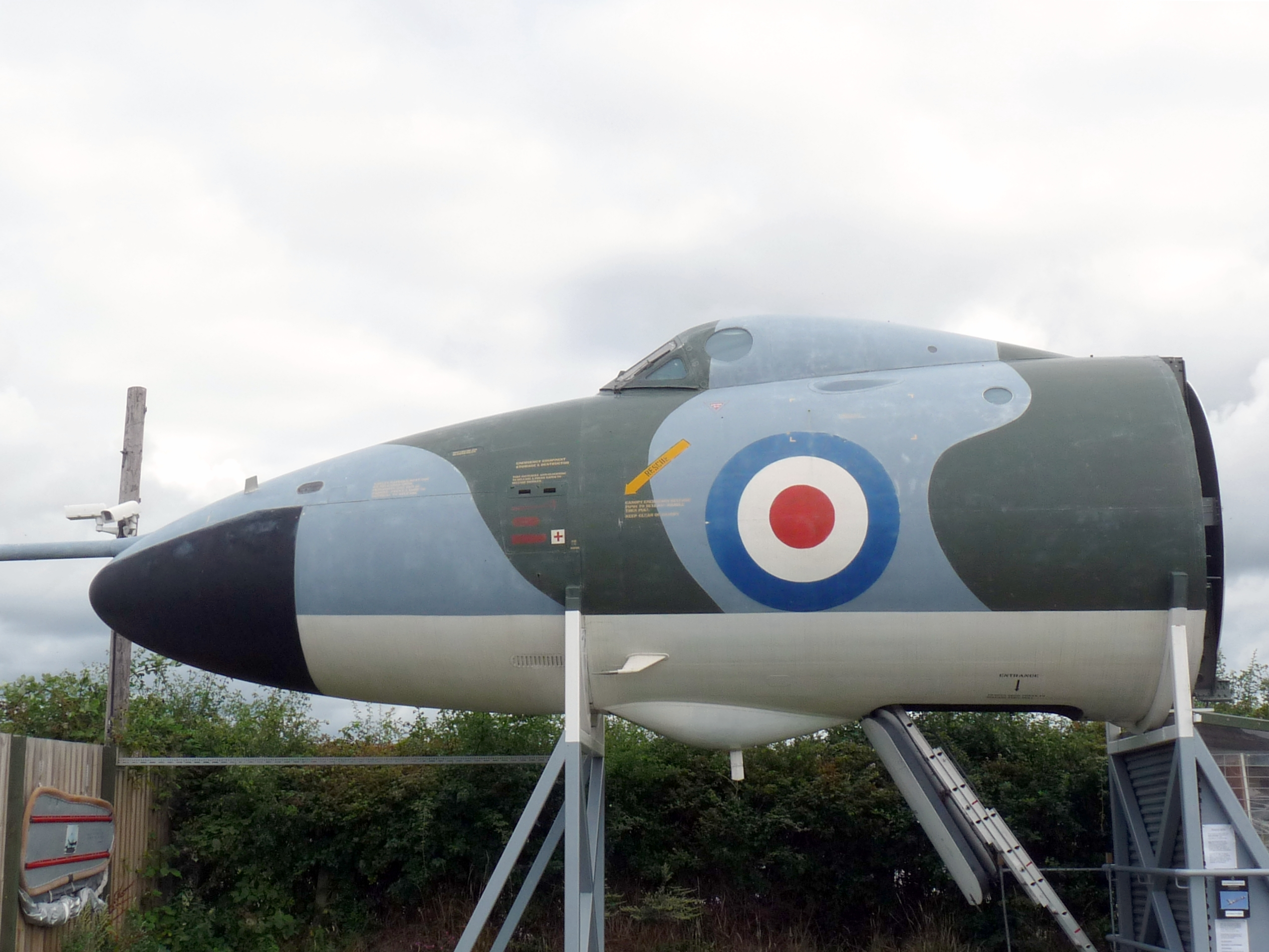
Avro Vulcan (Cockpit)
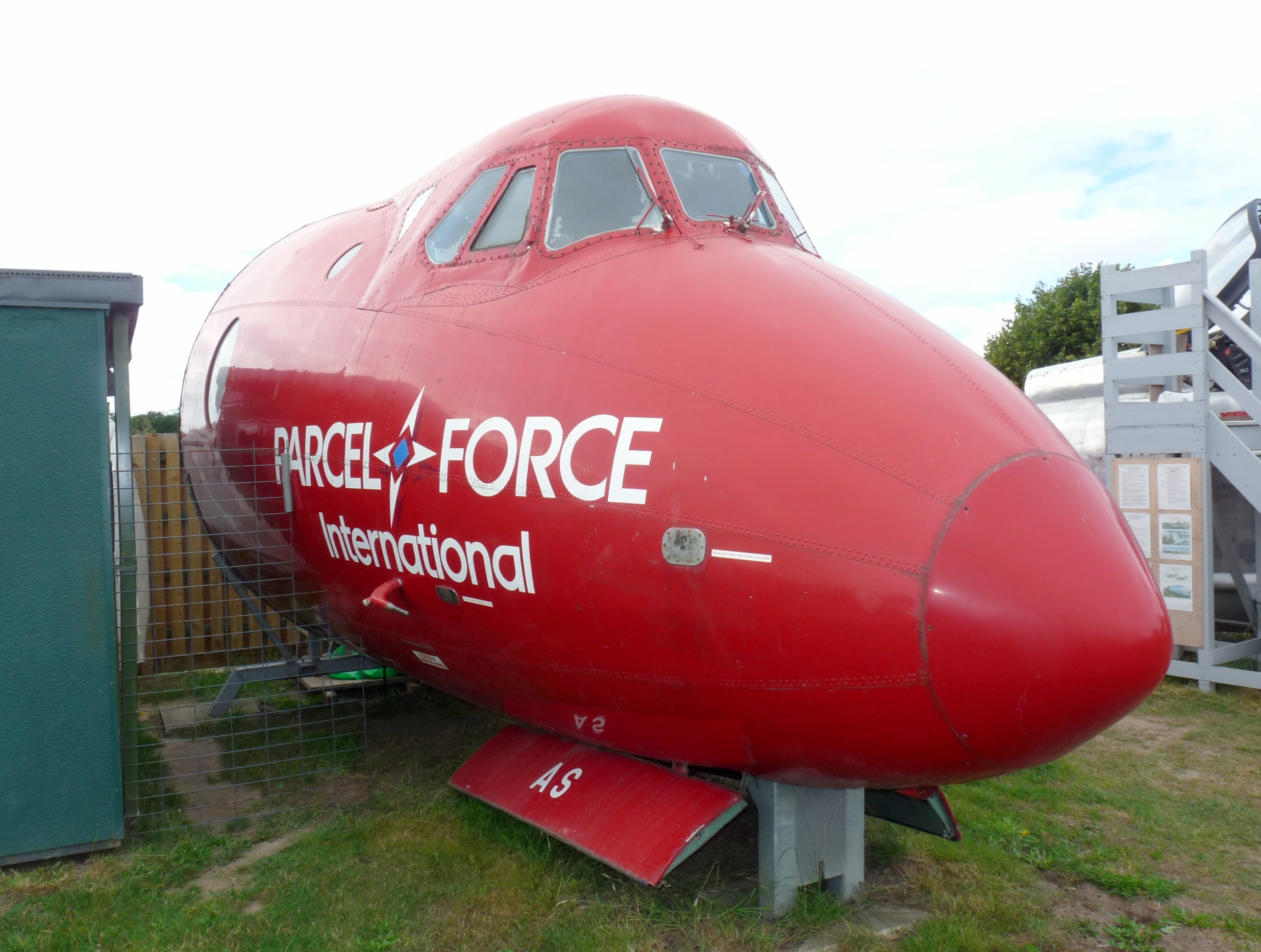
Vickers Viscount (Cockpit)
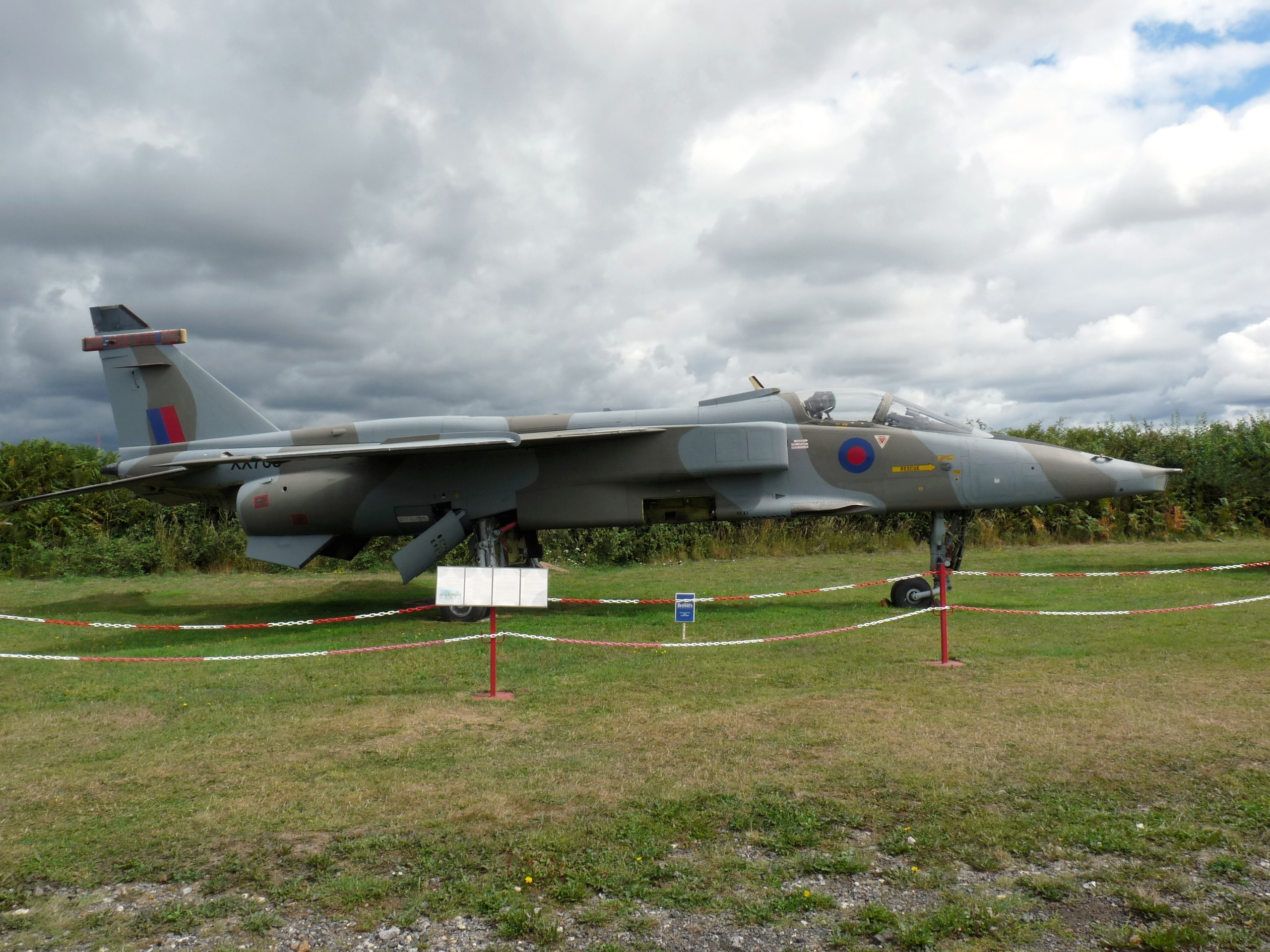
SEPECAT Jaguar
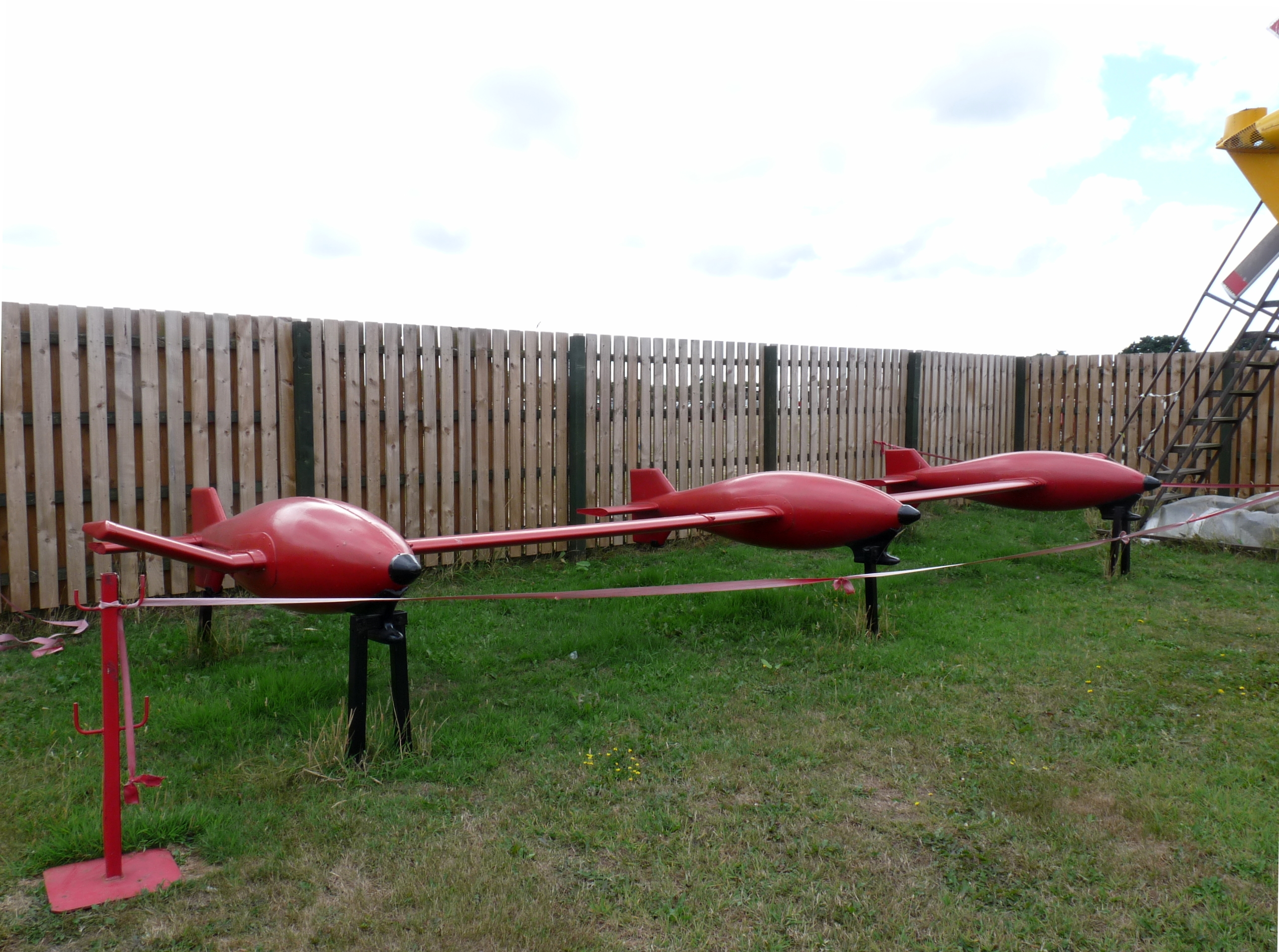
Bülow WM-6
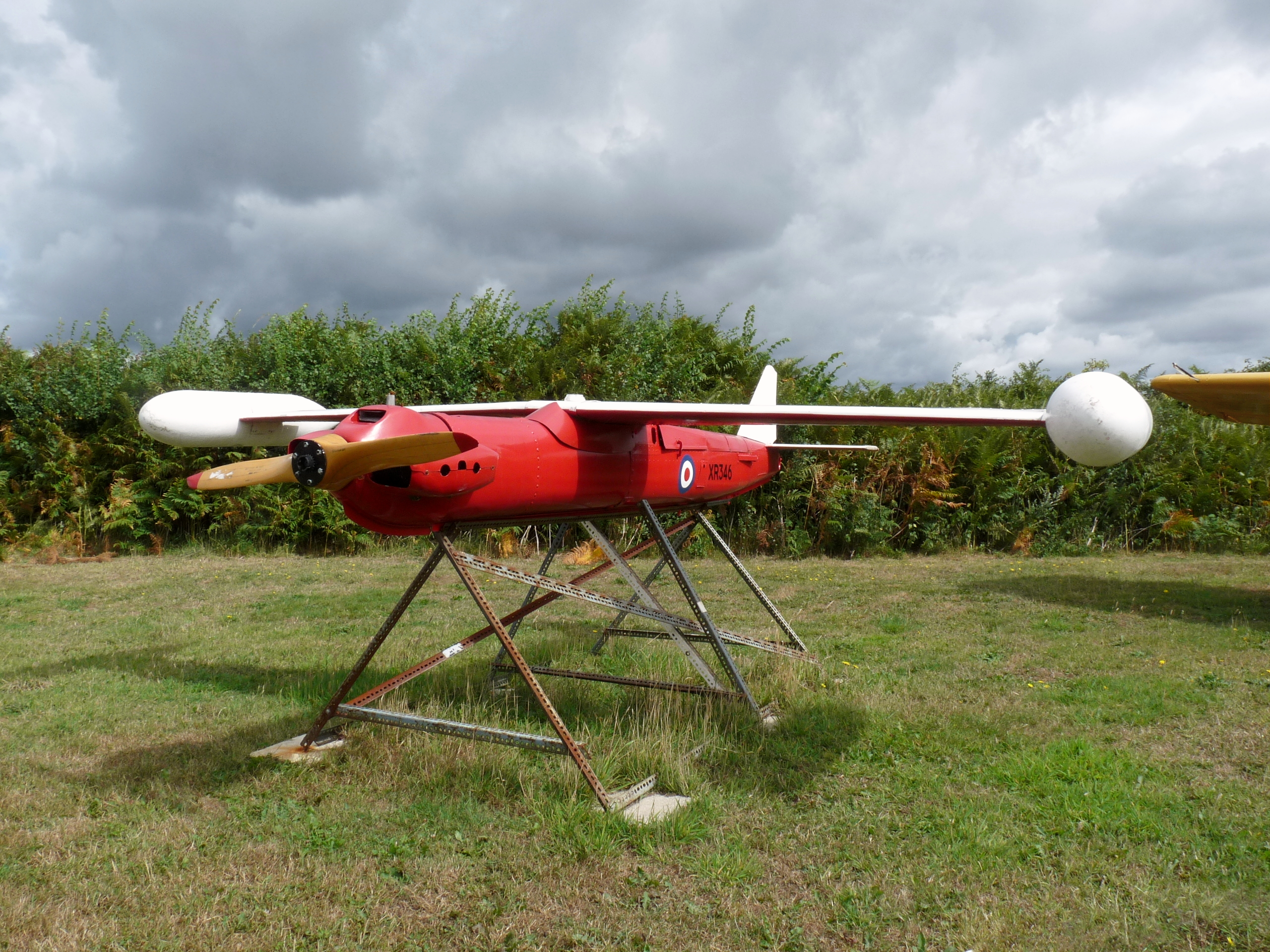
Radioplane BTT